# Henryk Mosing

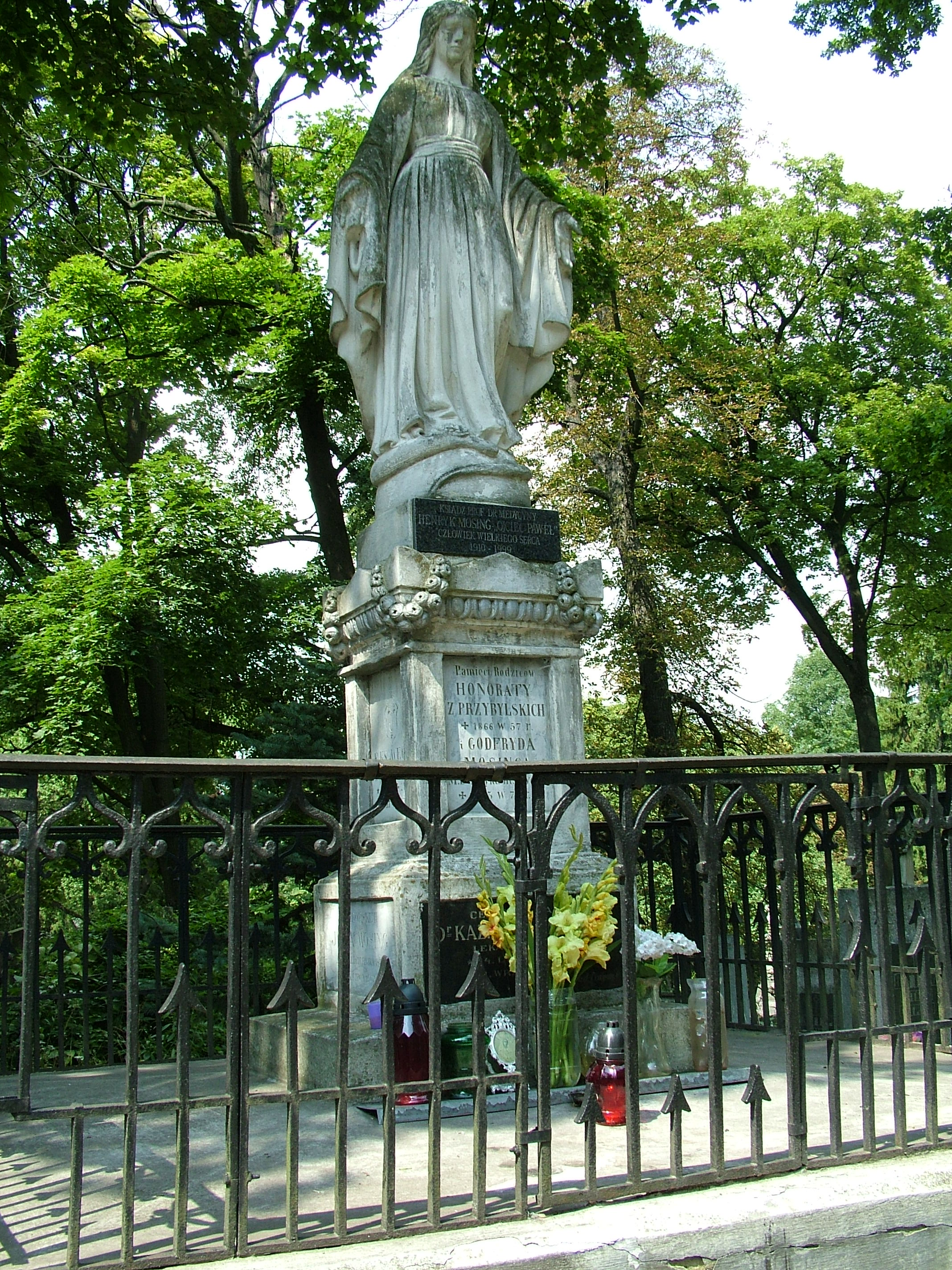
Grób rodziny Mosingów na Cmentarzu Łyczakowskim, w którym pochowany jest także Henryk Mosing

Henryk Mosing ps. Ojciec Paweł (ur. 27 stycznia 1910 we Lwowie, zm. 27 listopada 1999 tamże) – polski lekarz, epidemiolog, bliski współpracownik prof. Rudolfa Weigla w badaniach nad szczepionką przeciwtyfusową, po wygnaniu Polaków ze Lwowa nie opuścił miasta aż do śmierci, potajemnie wyświęcony na kapłana przez kardynała Stefana Wyszyńskiego.

## Życiorys
Urodził się we Lwowie w rodzinie, w której zawód lekarza dziedziczyło się z pokolenia na pokolenie. Lekarzami byli jego pradziad, dziad i ojciec. Od 1920 uczęszczał do III Gimnazjum we Lwowie, później IV Gimnazjum we Lwowie, zaś od 1921 (po przeprowadzce rodziny do Przemyśla) do II Państwowego Gimnazjum im. Kazimierza Morawskiego w Przemyślu. Maturę zdał w Przemyślu w 1928, po czym rozpoczął studia medyczne na Wydziale Lekarskim Uniwersytetu Jana Kazimierza we Lwowie. Ukończył je w 1934. W 1937 uzyskał tytuł doktora medycyny.
W czasie studiów zaangażował się w działania na polu religijno-społecznym. Był członkiem i jednym z najaktywniejszych działaczy Stowarzyszenia Katolickiej Młodzieży Akademickiej Odrodzenie. W roku akademickim 1930/1931 wszedł, m.in. wraz z Jerzym Turowiczem do jego lwowskiego zarządu. Tam też poznał wielu późniejszych przyjaciół, wśród których był m.in. Stefan Swieżawski, jeden z czołowych działaczy "Odrodzenia", znawca filozofii średniowiecznej, późniejsi księża: Aleksander Fedorowicz i Henryk Hlebowicz oraz działacz lewicowy Henryk Dembiński. Duży wpływ na kształtowanie się jego dojrzałej wiary miały też kontakty z duszpasterzem akademickim młodzieży lwowskiej ks. Gerardem Szmydem oraz dominikaninem o. Jackiem Woronieckim. Jego działalność charytatywna skoncentrowana w Towarzystwie św. Wincentego a Paulo polegała m.in. na odwiedzaniu chorych i ubogich oraz niesieniu im pomocy materialnej i moralnej, otaczaniu opieką osób opuszczających więzienie itp.
Równocześnie ze studiami i działalnością religijno-społeczną od 1930 kolejno jako wolontariusz, asystent a następnie starszy asystent, pracował w laboratorium duru plamistego przy Zakładzie Biologii Ogólnej Uniwersytetu Jana Kazimierza, utworzonym w 1921 i kierowanym przez prof. dr Rudolfa Weigla, znanego lwowskiego zoologa i bakteriologa, wynalazcę szczepionki przeciw tyfusowi plamistemu.
Od 1935 do 1939 pracował w Centralnym Laboratorium Biologicznym Państwowego Zakładu Higieny w Warszawie zachowując cały czas kontakt z prof. Weiglem.
Po wybuchu II wojny światowej wrócił do Lwowa i podjął pracę w Instytucie Badań nad Tyfusem Plamistym prof. Rudolfa Weigla. Instytut ten funkcjonował nieprzerwanie przez okres okupacji sowieckiej (22 września 1939 – 29 czerwca 1941) i niemieckiej (29 czerwca 1941 – 27 lipca 1944). Dr Mosing kierował oddziałem Instytutu na ul. Potockiego, w budynku dawnego Gimnazjum im. Królowej Jadwigi. Organizował i uczestniczył w ekspedycjach medyczno-naukowych na zagrożonych tyfusem terenach Huculszczyzny.
W okresie okupacji niemieckiej Lwowa dzięki niezwykłej odwadze prof. Rudolfa Weigla, przy współpracy dra Mosinga oraz całego zespołu naukowego, szczepionka przeciw tyfusowi plamistemu produkowana w instytucie trafiała nie tylko do rąk okupanta, ale także do oddziałów polskiego ruchu oporu, do obozu pracy przymusowej dla Żydów przy ul. Janowskiej, do warszawskiego getta i do innych miejsc.
Praca karmicieli i preparatorów wszy w Instytucie dawała skuteczną ochronę przed represjami okupantów – dlatego – dzięki bezprzykładnej odwadze prof. Rudolfa Weigla, dr Anny Herzig, dr Henryka Mosinga i innych pracowników naukowych tej placówki zatrudniano tam osoby szczególnie zagrożone i pozbawione środków do życia: profesorów wyższych uczelni, studentów, przedstawicieli inteligencji, ruchu oporu.
W marcu 1944, po ewakuacji prof. Weigla ze Lwowa do Krościenka, dr Mosing kierował lwowskim Laboratorium Przeciwtyfusowym. Zaraz po wkroczeniu wojsk sowieckich dr Mosing objął kierownictwo naukowe instytutu, któremu nadano nazwę Instytutu Epidemiologii.
Po wygnaniu Polaków ze Lwowa dr Henryk Mosing pozostał w rodzinnym mieście. Stosownie do przepisów sowieckich, w czerwcu 1948 uzyskał stopień kandydata nauk medycznych, a w grudniu 1956 stopień doktora nauk medycznych.
W latach powojennych dr Henryk Mosing otaczał szczególną opieką ludność polską pozostałą na ziemiach jej przodków, jak i tych Polaków, których system sowiecki rozrzucił po całym terytorium ZSRR, starając się ich pozbawić poczucia tożsamości narodowej i doprowadzić do pełnej ateizacji. Ofiarnie podejmował opiekę nad bezdomnymi dziećmi, pomagając im w zdobyciu wykształcenia i obraniu drogi życiowej. Poza Polakami byli to także Rosjanie, Żydzi, Ukraińcy.
W sierpniu 1957, gdy przyjechał w nowe granice Polski, zastała go wiadomość o śmierci prof. Rudolfa Weigla. Podczas uroczystości pogrzebowych na cmentarzu Rakowickim w Krakowie wygłosił wówczas pożegnalne przemówienie. W 1961, podczas jednej z kolejnych podróży do Polski, kardynał Stefan Wyszyński, prymas Polski wraz z arcybiskupem metropolitą krakowskim Karolem Wojtyłą, udzielił Henrykowi Mosingowi święceń kapłańskich w Laskach pod Warszawą. Należy pamiętać, że były to w ZSRR lata ustawicznej walki z religią i prześladowań Kościoła, szczególnie Kościoła katolickiego, dlatego ta sfera działalności dr Mosinga musiała pozostać w głębokiej tajemnicy.
Ksiądz doktor Henryk Mosing potajemnie, nielegalnie wychowywał młodzież, wielu przygotował do święceń kapłańskich, prowadząc w Instytucie i swoim mieszkaniu tajne seminarium duchowne. Jednym z jego wychowanków jest obecny biskup pomocniczy Archidiecezji Lwowskiej, ks. Leon Mały.
Ostatnie pięć lat życia ks. dr Henryka Mosinga naznaczone było ciężką obłożną chorobą. Zmarł we Lwowie 27 listopada 1999. Został pochowany w grobowcu rodzinnym na Cmentarzu Łyczakowskim. Obecnie rozważany jest jego proces beatyfikacyjny.